# Harm Evert Waalkens
Harm Evert Waalkens (Winschoten, 19 april 1948) is een Nederlands voormalig politicus en landbouwer. Hij was namens de Partij van de Arbeid van 1998 tot 17 juni 2010 (met een kleine onderbreking in 2002-2003) lid van de Tweede Kamer en was vier jaar wethouder in De Marne.

## Loopbaan
Waalkens, een boer uit het Groningse Finsterwolde, werd in augustus 1998 lid van de Tweede Kamer. Hij was woordvoerder van zijn fractie op het gebied van landbouw, voedselveiligheid en dierenbescherming. Na de Tweede Kamerverkiezingen van 2002 kwam hij door het grote verlies van de PvdA niet terug in het parlement. Driekwart jaar later, bij de verkiezingen van 2003, kwam hij wel op een verkiesbare plaats te staan, en werd hij opnieuw Kamerlid. Bij de Tweede Kamerverkiezingen 2006 kwam hij op plaats 33 van de PvdA-lijst, een positie die hij had hij te danken aan de leden die hem vanaf de toegedachte plaats 51 omhoog stemden. Plaats 33 was net genoeg om herkozen te worden.
In 2005 en 2006 werd hij door de Dierenbescherming uitgeroepen tot Dierenbeschermer van het Jaar. Hij beloofde bij het aanvaarden van de prijs in 2005 zich sterk te maken voor een goede opvang van dieren in asiels, tegen dieronvriendelijke bio-industrie en tegen seks met dieren. In de Kamer diende Waalkens in 2007 een initiatiefwetsvoorstel in om seks met dieren strafbaar te stellen. Dit voorstel werd na de goedkeuring van de Eerste Kamer in 2010 wet. Met Joost Eerdmans (LPF) en Henk Jan Ormel (CDA) had hij eerder al gepleit voor het verhogen van straffen voor dierenmishandeling.
Bij de verkiezingen van 2010 stelde hij zich geen kandidaat. Op zijn laatste dag als Kamerlid, 17 juni 2010, werd hij Ridder in de Orde van Oranje-Nassau, benoemd door de koningin, namens Kamervoorzitter Gerdi Verbeet.
In november 2011 werd Waalkens wethouder van de Groningse gemeente De Marne waar hij de in september 2011 plotseling overleden Luppo Smook opvolgde.

## Persoonlijk
Harm Evert Waalkens is eigenaar van een ecologisch vleesveebedrijf en een melkveehouderij. Hij is de zoon van de in 2007 overleden galeriehouder en kunstpromotor Albert Waalkens.
In 1978 reisde Waalkens door Opper-Volta te midden van collega boeren. Een van zijn filmopnames was te zien in het programma Panoramiek.
- Parlement.com: vg09llkg6xva